# Commodore Schuyler F. Heim Bridge (2020)
Die Commodore Schuyler F. Heim Bridge, auch nur Heim Bridge genannt, ist eine 2020 eröffnete feste Brücke im Hafen von Los Angeles im US-Bundesstaat Kalifornien, welche die Hubbrücke gleichen Namens von 1948 ersetzt.

## Lage
Die Brücke führt über den Cerritos Channel und verbindet das Festland mit dem Terminal Island, wo sich bis 1997 der Long Beach Naval Shipyard, eine Werft der amerikanischen Kriegsmarine, befand. Über die Brücke führt die California State Route 47, auch Terminal Island Freeway genannt. Westlich neben der Heim Brücke steht die Henry Ford Bridge, die dem Bahnverkehr dient.

## Geschichte
Kommodore Schuyler F. Heim führte die Marinebasis ab 1942. Auf seine Initiative erfolgte der Bau einer monströsen Hubbrücke, die 1948 eröffnet wurde. Die Brücke genügte nicht mehr den Anforderung an die Erdbebensicherheit, weshalb sie in den 2010er Jahren durch die neue feste Brücke ersetzt wurde, die am 1. September 2020 dem Verkehr übergeben wurde. Die Baukosten wurden 2018 mit 247 Mio. US-Dollar angegeben.

## Bauwerk
Auf der in Stahlbeton gebaute Hohlkastenbrücke sind sieben 12 Fuß (ca. 3,7 m) breite Fahrspuren, eine südwärts führende Hilfsspur und 10 Fuß (ca. 3 m) breite Standstreifen angeordnet.